# Horyzont Cauchy’ego
Horyzont Cauchy’ego – granica, poza którą staje się niemożliwe przewidzenie trajektorii ruchu cząstki z jakimkolwiek prawdopodobieństwem. Niektórzy teoretycy sugerują możliwość, że materia przechodząca przez horyzont Cauchy’ego napotyka obszar „asymptotycznie płaski” o względnie słabej grawitacji, a następnie podróżuje do innych wszechświatów zamiast ginąć w osobliwości. Obliczenia Hoda i Pirana twierdzą, że horyzonty Cauchy’ego są niestabilne – małe zakłócenia w czarnej dziurze nieustannie przekształcają je w obszary osobliwe. Teoretycy sugerują również, że czarne dziury zawierają dwie połączone ze sobą osobliwości, co może świadczyć o tym, że spadająca w nie materia trafia przynajmniej do jednej z nich.